# 小泉俊博
小泉 俊博（こいずみ としひろ、1963年〈昭和38年〉4月18日 - ）は、日本の政治家、行政書士。長野県小諸市長（3期）。

## 来歴
小諸市立美南ガ丘小学校、小諸市立小諸東中学校卒業。1982年（昭和57年）3月、長野県野沢北高等学校卒業。1987年（昭和62年）3月、駒澤大学法学部法律学科卒業。
1993年（平成5年）1月、井出正一衆議院議員の秘書。1997年（平成9年）2月、行政書士事務所を開設。小諸商工会議所青年部会長・長野県商工会議所青年部連合会長や長野県行政書士会理事を歴任した。
2004年（平成16年）4月の小諸市長選挙に立候補するも落選。12年後の2016年（平成28年）の市長選に再び立候補し初当選した。4月19日、市長に就任。
2020年（令和2年）4月、無投票で再選。
2024年（令和6年）4月8日、3選。
同年10月15日、ごく初期の肺がんの疑いがある旨診断を受けたことを公表し、同月20日から1週間程度入院し、手術・治療を受けることを明らかにした。同年11月5日に公務に復帰予定としている。

## 人物
幼少から高校卒業までの歳月を両親の故郷の小諸市三岡で過ごす。「政治家を目指して市長になったわけではなく、小諸の町に活気を取り戻したいというただ一つの思いが原動力」という。趣味は水墨画。

## 選挙の結果
2004年小諸市長選挙
4月11日執行。いずれも新人3候補同士の戦い。348票差で芹沢勤に敗れる。
※当日有権者数：人 最終投票率：66.95%（前回比：pts）
| 候補者名 | 年齢 | 所属党派 | 新旧別 | 得票数   | 得票率 | 推薦・支持 |
| -------- | ---- | -------- | ------ | -------- | ------ | ---------- |
| 芹澤勤   | 63   | 無所属   | 新     | 11,565票 | 49.53% |            |
| 小泉俊博 | 40   | 無所属   | 新     | 11,217票 | 48.04% |            |
| 草間重男 | 54   | 無所属   | 新     | 566票    | 2.42%  |            |

2016年小諸市長選挙
2016年（平成28年）1月17日、柳田剛彦小諸市長は、支持組織が固まらなかったため1期目にして市長選への出馬を断念。前市教育長の柳沢恵二、元市長の芹沢勤ら4候補との戦いを制し初当選した。
※当日有権者数：34,623人 最終投票率：63.97%（前回比：-2.91pts）
| 候補者名 | 年齢 | 所属党派 | 新旧別 | 得票数  | 得票率 | 推薦・支持 |
| -------- | ---- | -------- | ------ | ------- | ------ | ---------- |
| 小泉俊博 | 52   | 無所属   | 新     | 7,239票 | 33.03% |            |
| 柳沢恵二 | 67   | 無所属   | 新     | 4,466票 | 20.38% |            |
| 大森豊也 | 39   | 無所属   | 新     | 4,310票 | 19.66% |            |
| 芹澤勤   | 75   | 無所属   | 元     | 3,601票 | 16.43% |            |
| 饗場道博 | 57   | 無所属   | 新     | 2,301票 | 10.50% |            |

2024年小諸市長選挙
4月7日に投開票が行われ、元外務省職員・外交官の堀内千保を破り3選。
※当日有権者数：34,278人　最終投票率：54.05%（前々回比：-9.92pts）
開票結果は、当選 小泉俊博（56歳） 無所属 現 10,279票（55.79%）、堀内千保 （49歳）新 8,145票（44.21%）だった。

## 政策・主張
- 「音楽のまち小諸」という新たなブランドを構築する[7]。小諸発のあらゆるものをブランド化し外へ発信する[7]。
- 2021年12月13日、小泉と佐久市の柳田清二市長は長野地方法務局佐久支局を訪れ、インターネット上に佐久市と小諸市の特定の地域が同和地区であるとして動画や写真が掲載されていることが「差別を助長する」として削除を求める要望書を手渡した[10]。